# Марцін Шишковський
Марцін II Шишковський (герб Остоя; 1554, Ілжа — 30 квітня 1630) — польський релігійний діяч, єпископ РКЦ, польський католицький священник, єпи́скоп-коад'ю́тор, єпископ Луцький, Плоцький і Краківський, князь Севезький.

## Життєпис
Народився в Ілжі (Мазовецьке воєводство, Річ Посполита, нині — Ґміна Ілжа, Радомський повіт, Мазовецьке воєводство) в не дуже заможній родині.
Спочатку навчався у єзуїтів у Каліші, а потім у Кракові, Римі, Болоньї та Падуї. Зважаючи на великі розумові здібності, Шишшковський швидко пройшов послідовні етапи духовної кар'єри: був серед інших архідияконом завіхойським, священником в Ілжі, каноніком краківської капітули, канцлером краківського єпископа Пйотра Мишковського, куратором сандомирським.
Отримав посаду при єпископі Луцькому Станіславові Гомолінському (14 листопада 1603). Після смерті цього єпископа в 1604 Шишковський перейшов до Луцького єпископства.
Як єпископ Плоцький (з 18 липня 1607) зробив великий внесок. У 1608 провів єпархіальний синод. Переклав катехизис Роберто Беларміно з італійської на латинську мову. У 1616 заснував єзуїтський колегіум у Плоцьку. Завершив будівництво єпископського палацу, розпочате єпископом Барановським. У Пултуську відремонтував замок і створив гуртожиток для бідних студентів, а також лікарню для бідних.
17 жовтня 1616 переведений до єпископської столиці в Кракові. Інгрес до собору відбувся 3 червня 1617. За часів правління Шишковського у Кракові з'явилися два нових жіночих монастиря сестер-домініканок. У францисканському монастирі Шишковський заснував Архібратство «Męki Pańskiej» та збудував для нього каплицю. У 1621 Шишковський скликав дієцезіяльний синод, у 1625 доповів Святому Престолу про стан дієцезії. У 1624 заснував церкву — святилище святого Карола Боромеуша на пагорбі Карчувка поблизу Кельців, де в 1630 оселився орден бернардинів.
Шишковський був противником Реформації, відібрав у протестантів 37 церков.
У соборі Вавеля Шишковський заснував Вівтар св. Станіслава, у крипті під яким згодом був похований. У соборі встановлено пам'ятник єпископу Шишковському з чорного мармуру (скульптор — Джованні Тревано).